# Ligne de Bâle à Constance
La ligne de Bâle à Constance (en allemand, Hochrheinbahn) est une ligne ferroviaire suisse et allemande reliant Bâle à Constance.

## Histoire
Construite par les Chemins de fer de l'État de Bade, la première section de la ligne entre Bâle et Bad Säckingen a ouvert le 4 février 1856 et a été étendue vers Waldshut le 30 octobre 1856. La ligne fut complétée vers Constance le 15 juin 1863.

## Électrification
La ligne est électrifiée en 15 kV, et 16,7 Hz sur le tronçon Schaffhausen – Constance.